# Nevo di Becker
Il nevo di Becker è una lesione dell'apparato tegumentario che colpisce in maniera predominante gli individui di sesso maschile. Il nevo appare generalmente prima come una pigmentazione irregolare (melanosi o iperpigmentazione) sul dorso o sul braccio (anche se altre zone del corpo possono essere colpite) allargandosi gradualmente e irregolarmente, ispessendosi e spesso diventando peloso (ipertricosi). Il nevo è dovuto ad una crescita eccessiva dell'epidermide, delle cellule del pigmento (melanociti) e dei follicoli piliferi.

## Storia
Il nevo prende il nome dal dermatologo Samuel William Becker (1894-1964), che per primo lo documentò nel 1948.

## Clinica
Al 2016, la conoscenza medica e la documentazione di questo disturbo è ancora scarsa, probabilmente a causa di una combinazione di fattori, tra cui la recente scoperta, la bassa prevalenza e la natura più o meno estetica degli effetti della malattia della pelle. Perciò la fisiopatologia del nevo di Becker rimane poco chiara. Nonostante sia generalmente considerata una condizione acquisita piuttosto che una malattia congenita, esiste almeno un caso clinico documentato in cui i ricercatori sostengono che vi sia una correlazione genetica: un ragazzo di 16 mesi con una lesione iperpigmentosa sulla spalla destra, il cui padre ha una lesione simile sulla stessa spalla.
Il nevo di Becker si manifesta prevalentemente nell'adolescenza e molto raramente risulta essere congenito. Ha dimensioni che vanno da pochi millimetri di diametro a molti centimetri. Interessa quasi sempre la cute del torace con grappoli di macchie iperpigmentate, diffuse regolarmente lungo un singolo dermatomero. Spesso è sormontato da peli terminali lunghi da 2 a 3 cm.

## Malignità
Uno studio del 1991 ha documentato i casi di nove pazienti sia con nevo di Becker che con melanoma maligno. Dei nove melanomi, cinque erano nella stessa zona del corpo del nevo del Becker, con una sola che si trovava all'interno dello stesso nevo. Dato che questo è apparentemente la prima correlazione documentata delle due malattie, al 2016 non vi è alcuna evidenza di più alti tassi di malignità in nevi di Becker rispetto alla cute normale. Tuttavia, come qualsiasi crescita della pelle anormale, il nevo deve essere monitorato regolarmente e eventuali improvvisi cambiamenti di aspetto portati a conoscenza del proprio medico.

## Trattamento
Il nevo di Becker è considerato una lesione benigna e il suo trattamento viene eseguito prevalentemente per ragioni estetiche. Attualmente viene rimosso con l'utilizzo della laserterapia.